# Rață cu cap castaniu americană
Rață cu cap castaniu americană (Aythya americana) este o rață scufundătoare de mărime medie. Numele științific este derivat din grecescul aithuia, o pasăre de mare neidentificată, menționată de autori precum Hesychius și Aristotel, și latinescul americana, „din America”.

## Taxonomie și filogenie

### Taxonomie
Rață cu cap castaniu americană face parte din familia Anatidae (rațe, lebede, gâște) și din genul Aythya (rațe scufundătoare). În prezent, nu există subspecii descrise ale raței cu cap castaniu americane.
Cele două exemplare de Fuligula americana Eyton (Monogr. Anat., 1838, p.155) sunt păstrate în colecțiile de zoologie vertebrată ale National Museums Liverpool at World Museum, cu numerele de acces NML-VZ D829 (mascul imatur) și NML-VZ D829a (femelă adultă). Specimenele au fost colectate în America de Nord și au ajuns în colecția națională din Liverpool prin intermediul colecției lui Thomas Campbell Eyton
și a colecției celui de-al 13-lea conte de Derby, care a fost lăsată moștenire orașului Liverpool.

### Filogenie
Rața cu cap castaniu americană și rața cu cap castaniu formează un grup soră, care la rândul său este soră cu rața cu spatele alb. Acest grup este apoi soră cu grupul monofiletic format din rațele cu ochi albi (Aythya australis, Aythya innotata și speciile surori rața roșie și Aythya baeri) și rațele mici (Aythya novaeseelandiae, rața cucuiată, rața moțată, Aythya marila și rața cucuiată mică) .

## Galerie

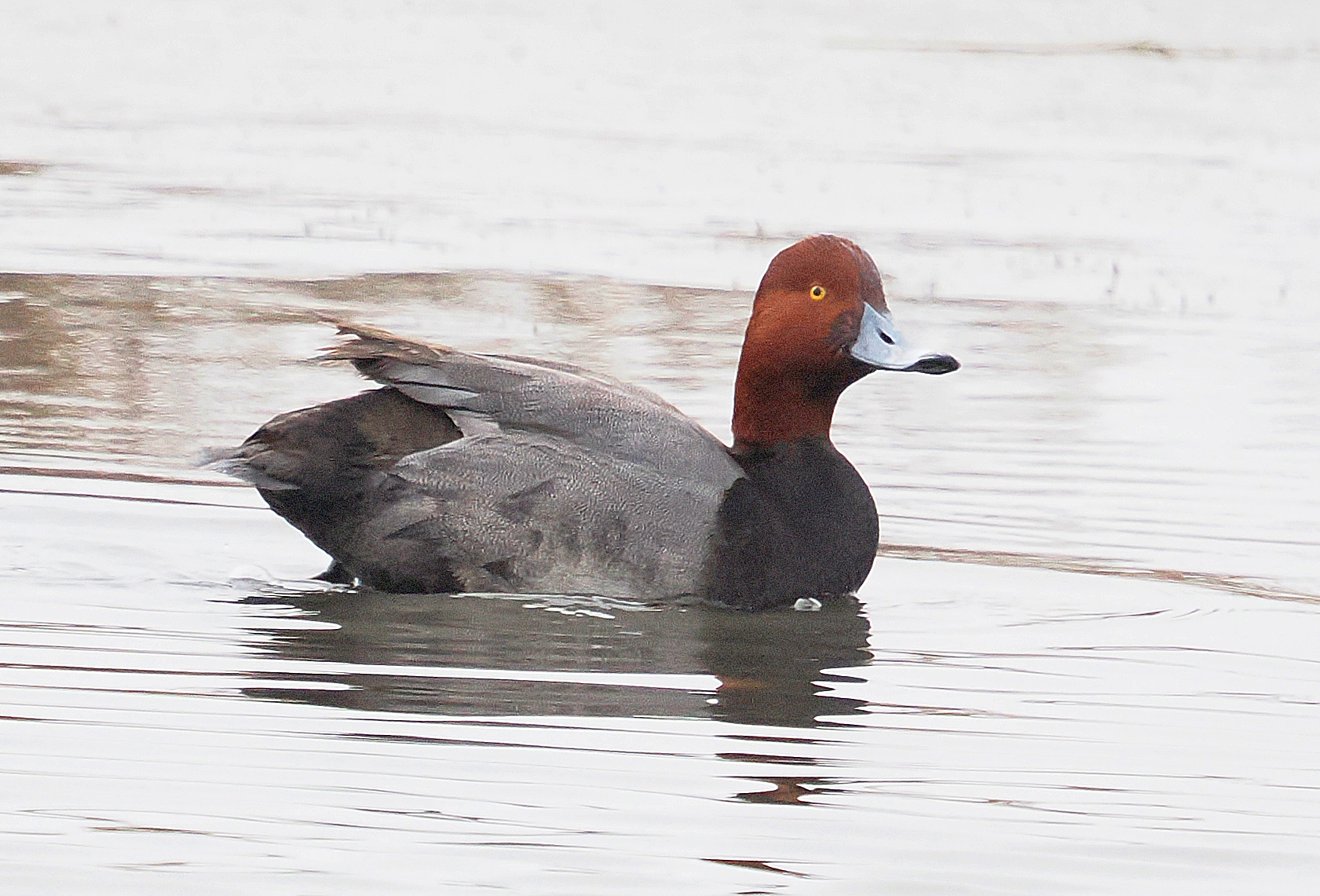
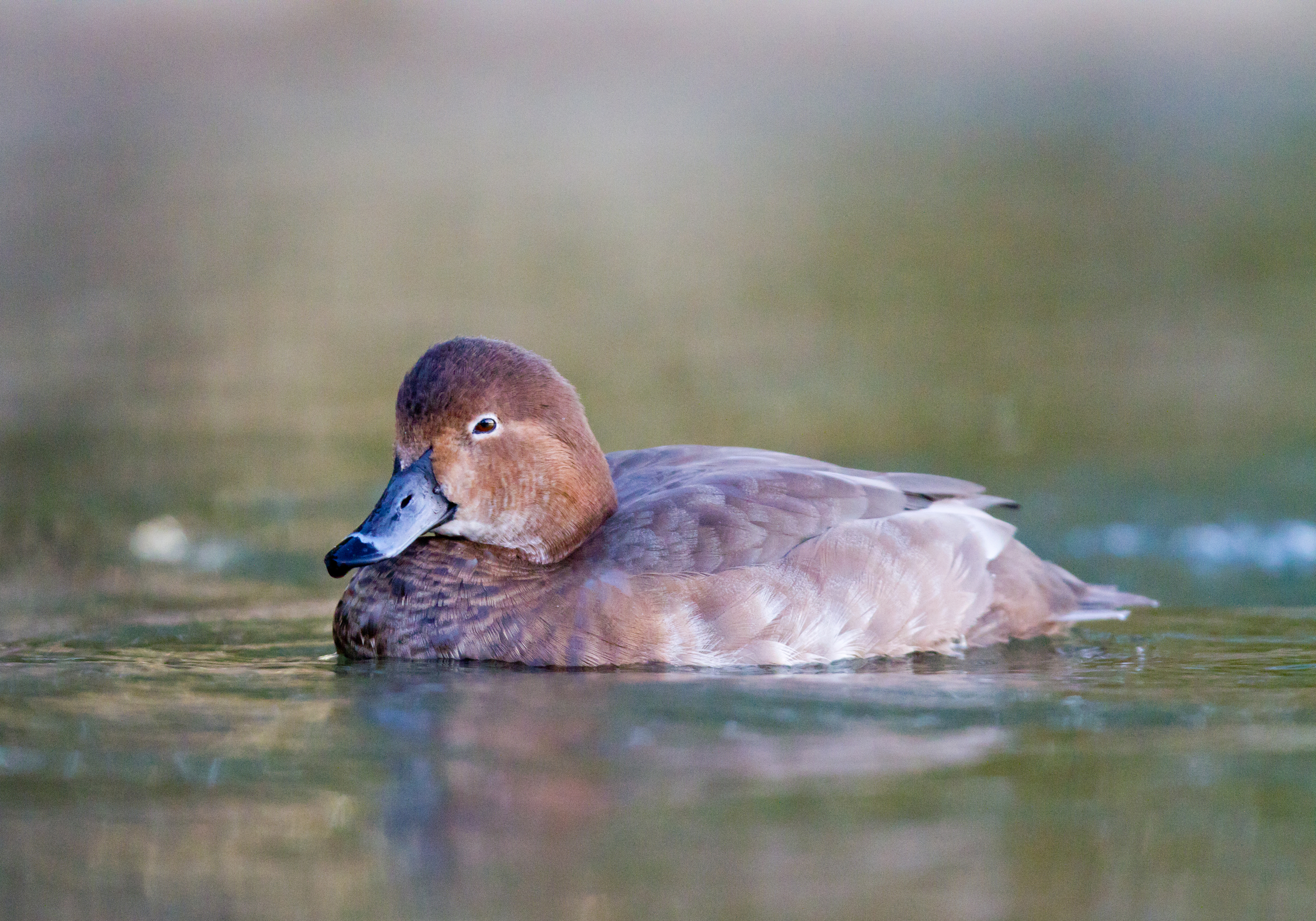
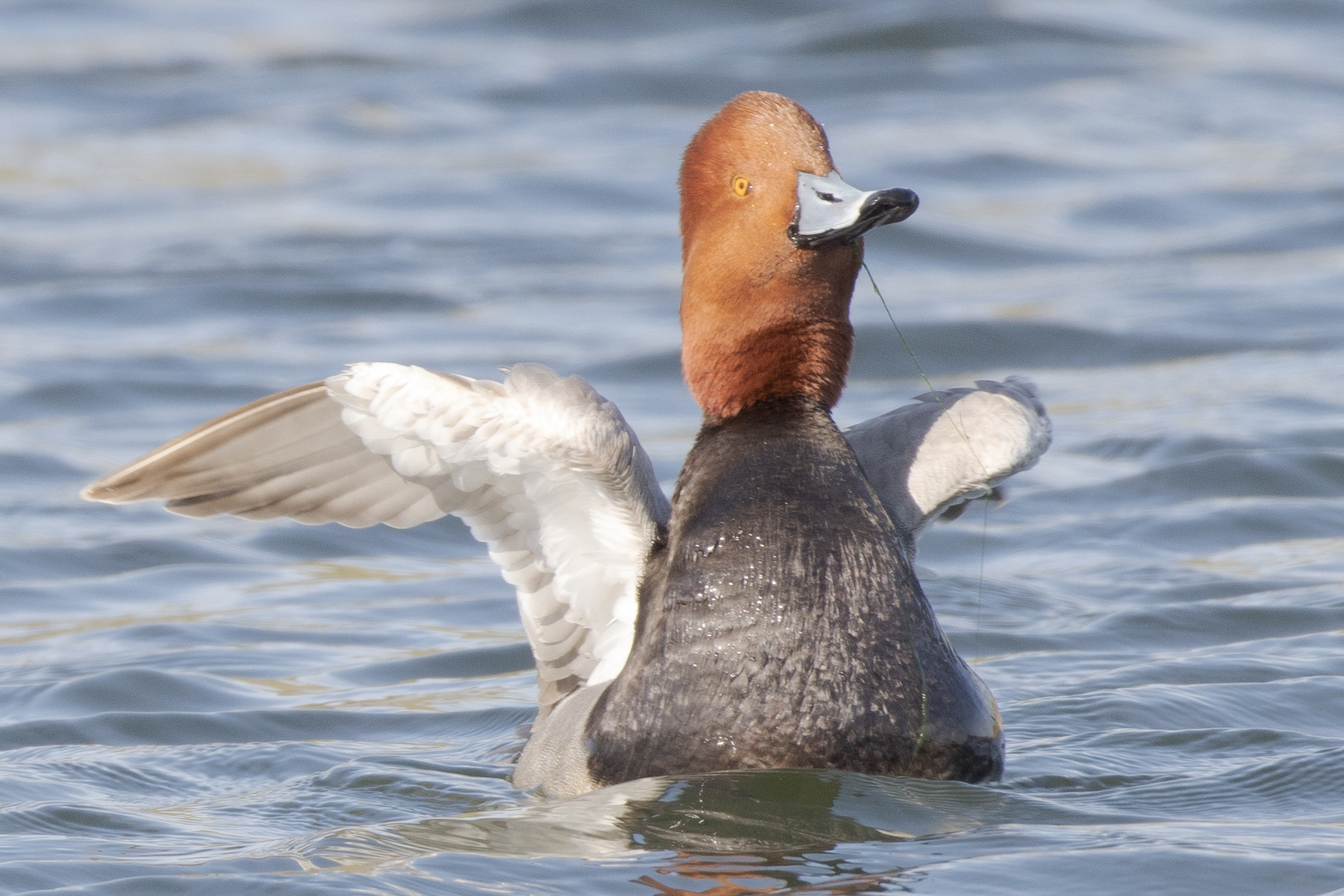